# Верховинский Вододельный хребет

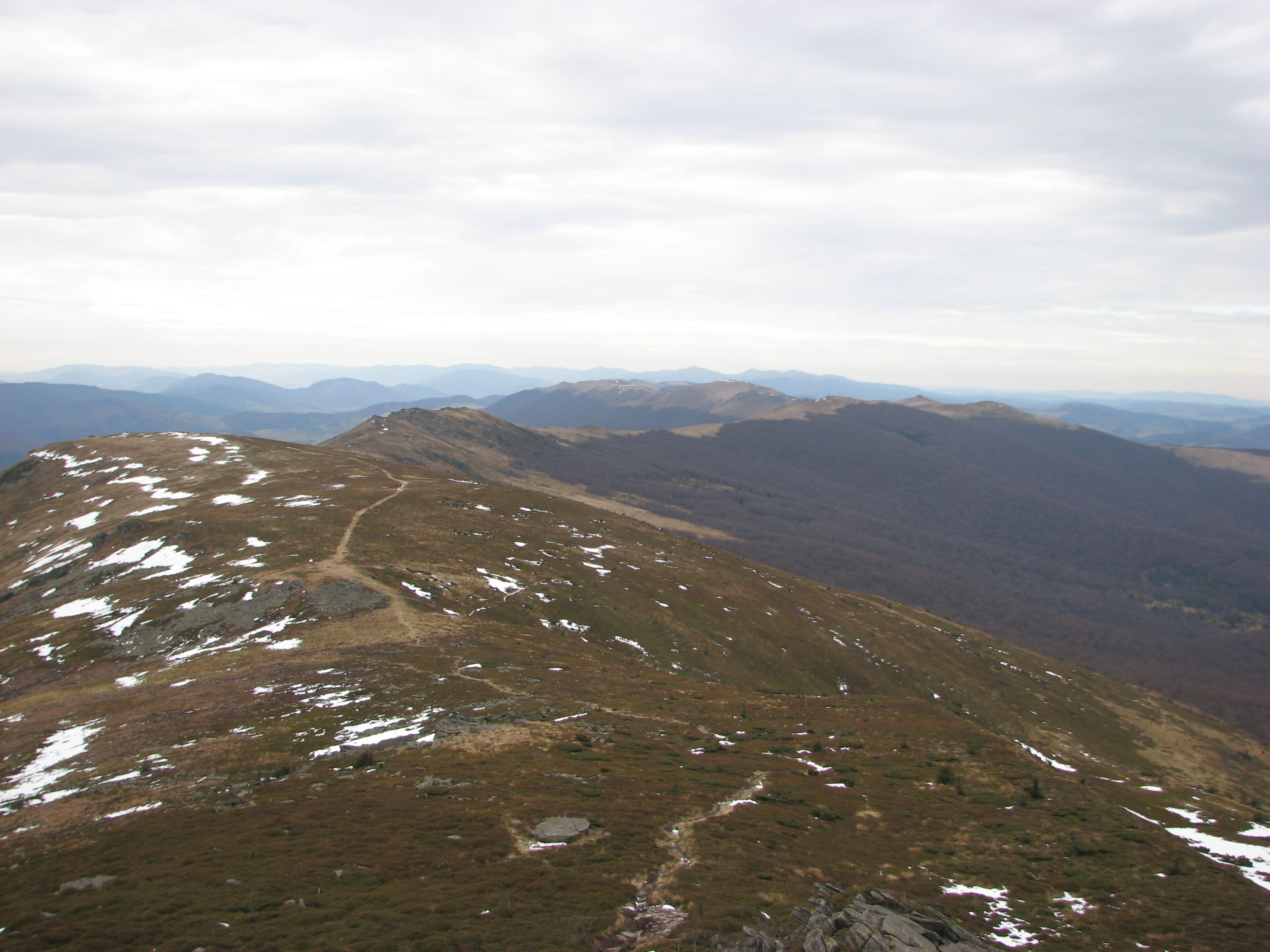
Верховинский Вододельный хребет

Верхови́нский Вододе́льный хребе́т (Вододельный хребет, Восточные Бещады) — горный хребет в Украинских Карпатах (восточная, внутренняя полоса Бещад), главным образом на границе Закарпатской и Львовской областей.
Протянулся от истоков реки Уж до верховьев реки Река. Высоты гор до 1405 м (гора Пикуй). Сложен песчаниками кросненской свиты. Хребет имеет извилистые линии гребней, асимметричную форму: южные склоны его крутые, обрывистые, северные — пологие.
По вершинной линии Верховинского Вододельного хребта проходит главный Карпатский водораздел, откуда берут начало реки Карпат — Латорица, Стрый, Рика и другие. Много удобных перевалов, в частности, Ужокский (Ужоцкий), Верецкий, Воловецкий, Яблунецкий, Торуньский. Склоны до высот 1200—1250 м покрыты елово-буковыми лесами (лесистость 30-47 %), выше — полонины (преимущественно пустынные, белоусниковые, с кустарниковыми зарослями черники). Преобладают верховинские ландшафты.
Район пешеходного и горнолыжного туризма.
Под Верховинским Вододельным хребтом пробит Бескидский тоннель, который входит в 5-й панъевропейский транспортный коридор (Италия — Словения — Венгрия — Словакия — Украина — Россия).

## Фотографии

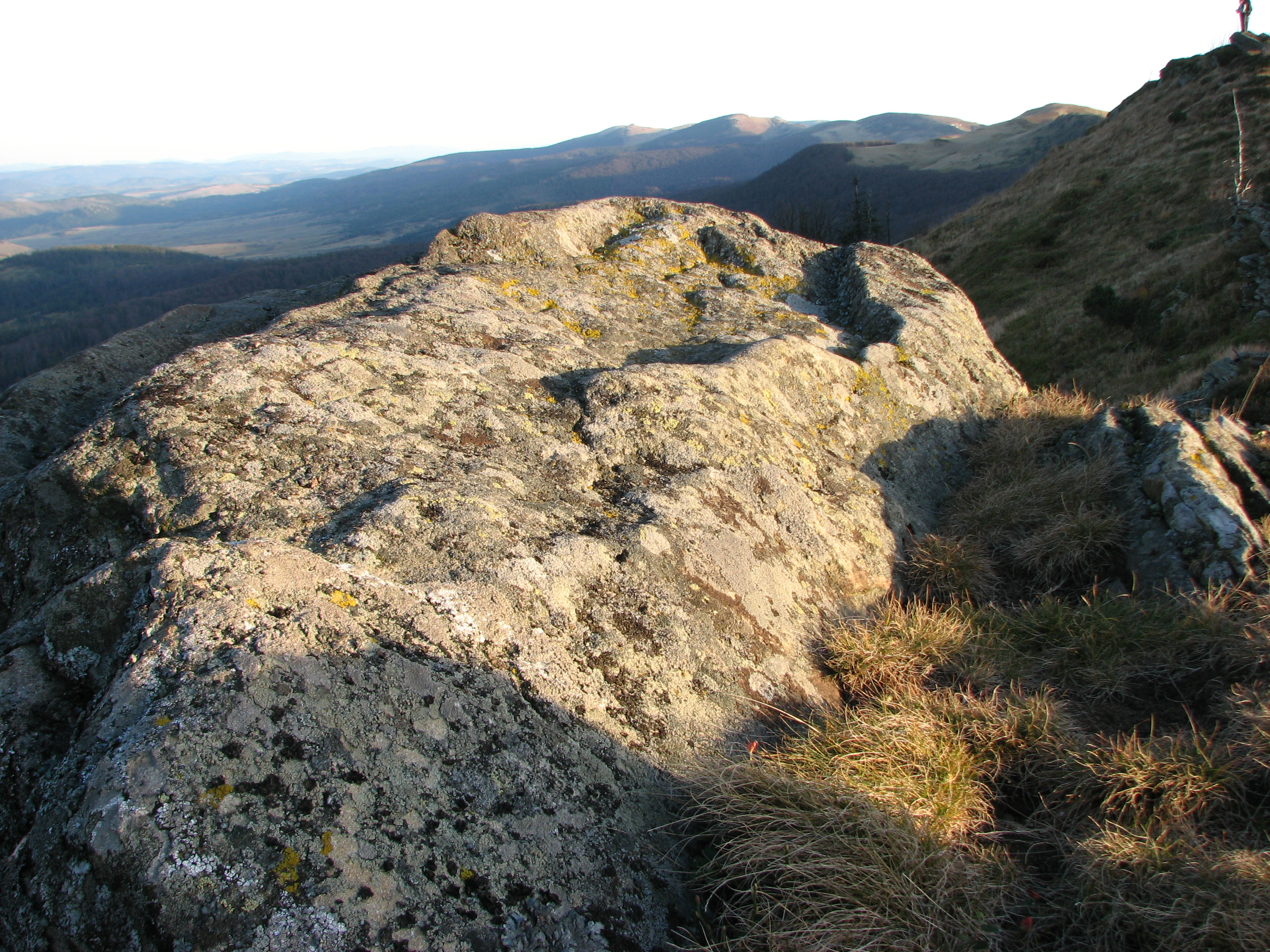
Скала на северном склоне хребта
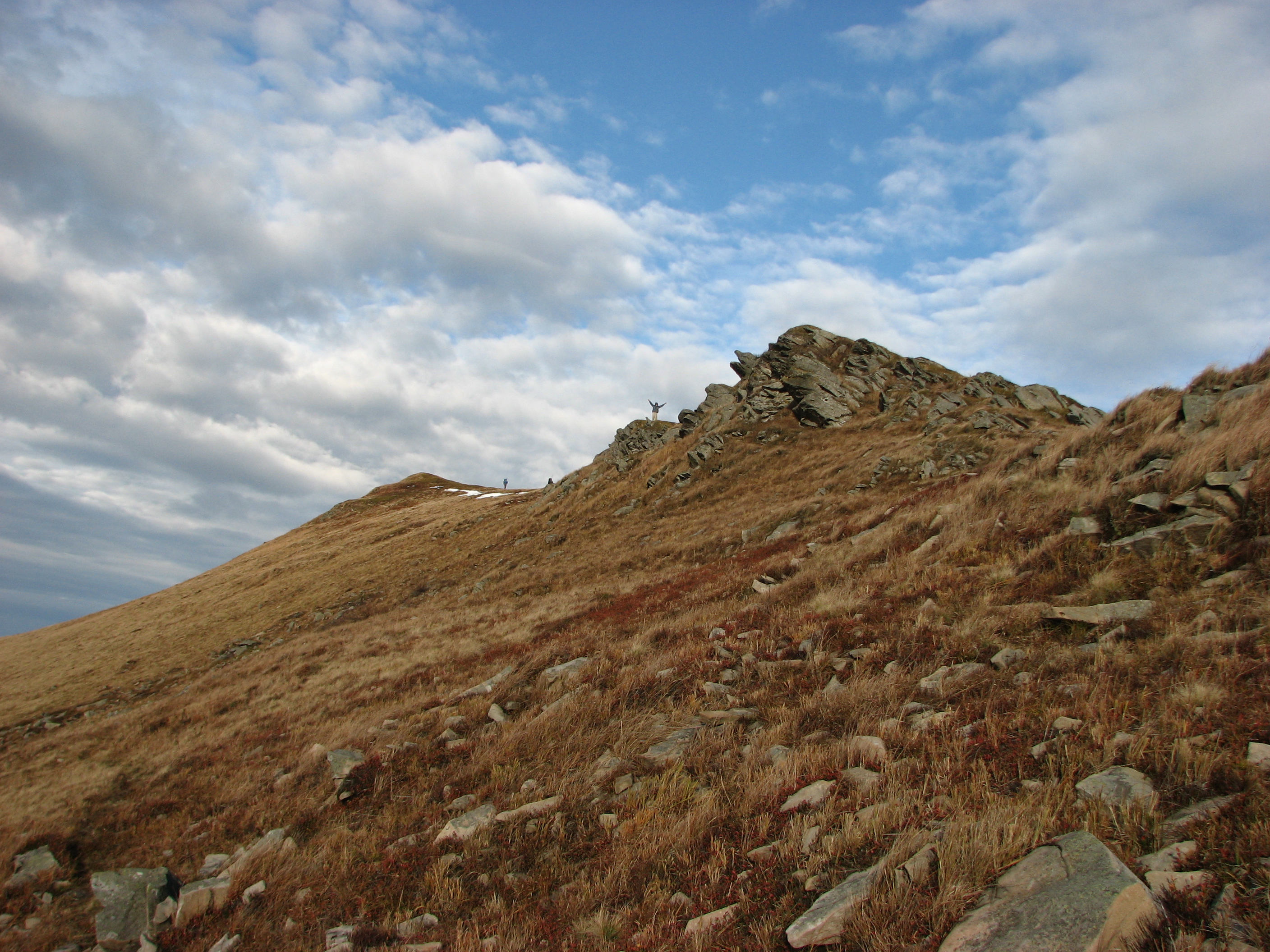
Скалистые вершины
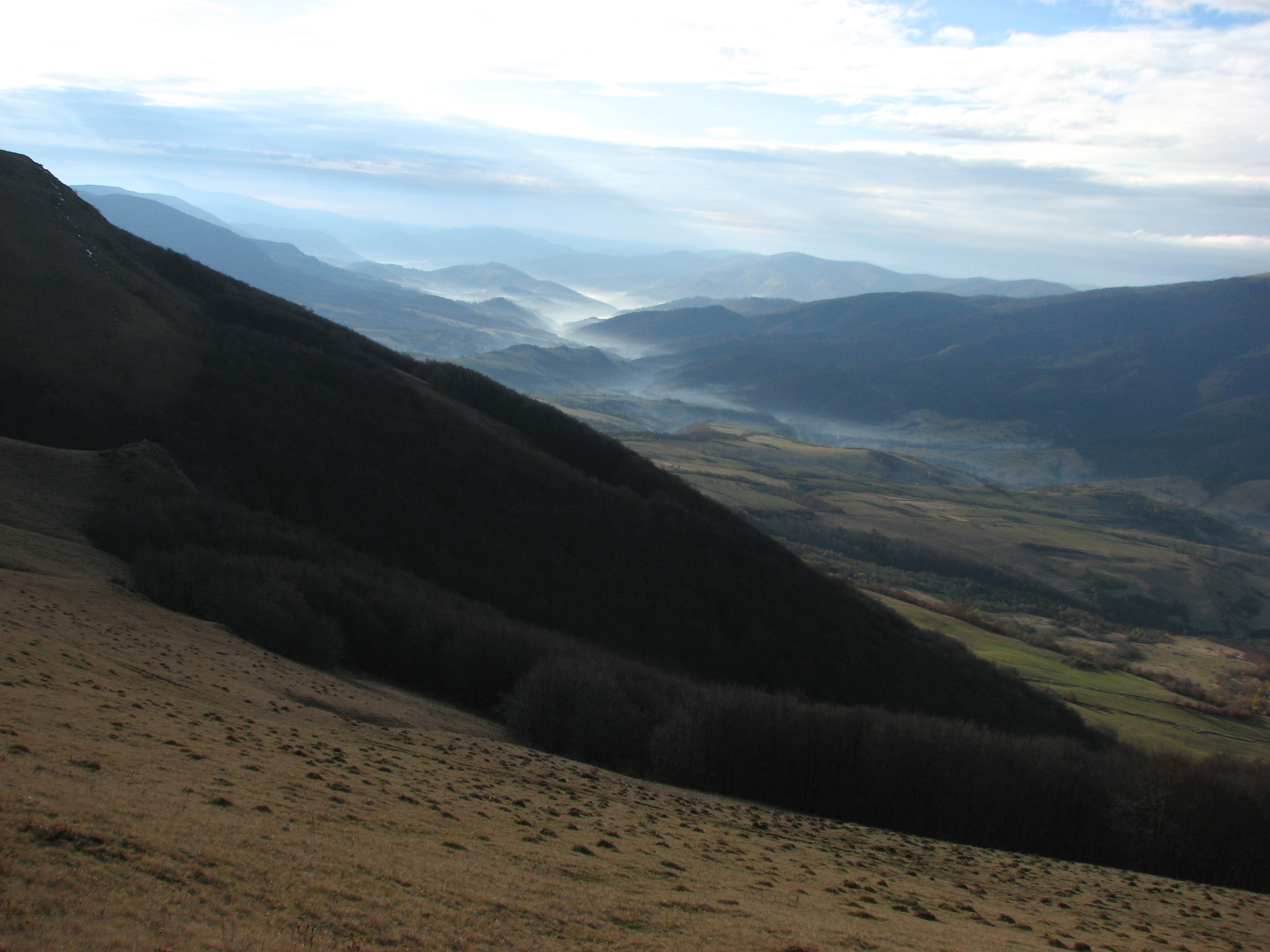
Вид с хребта на Закарпатскую область
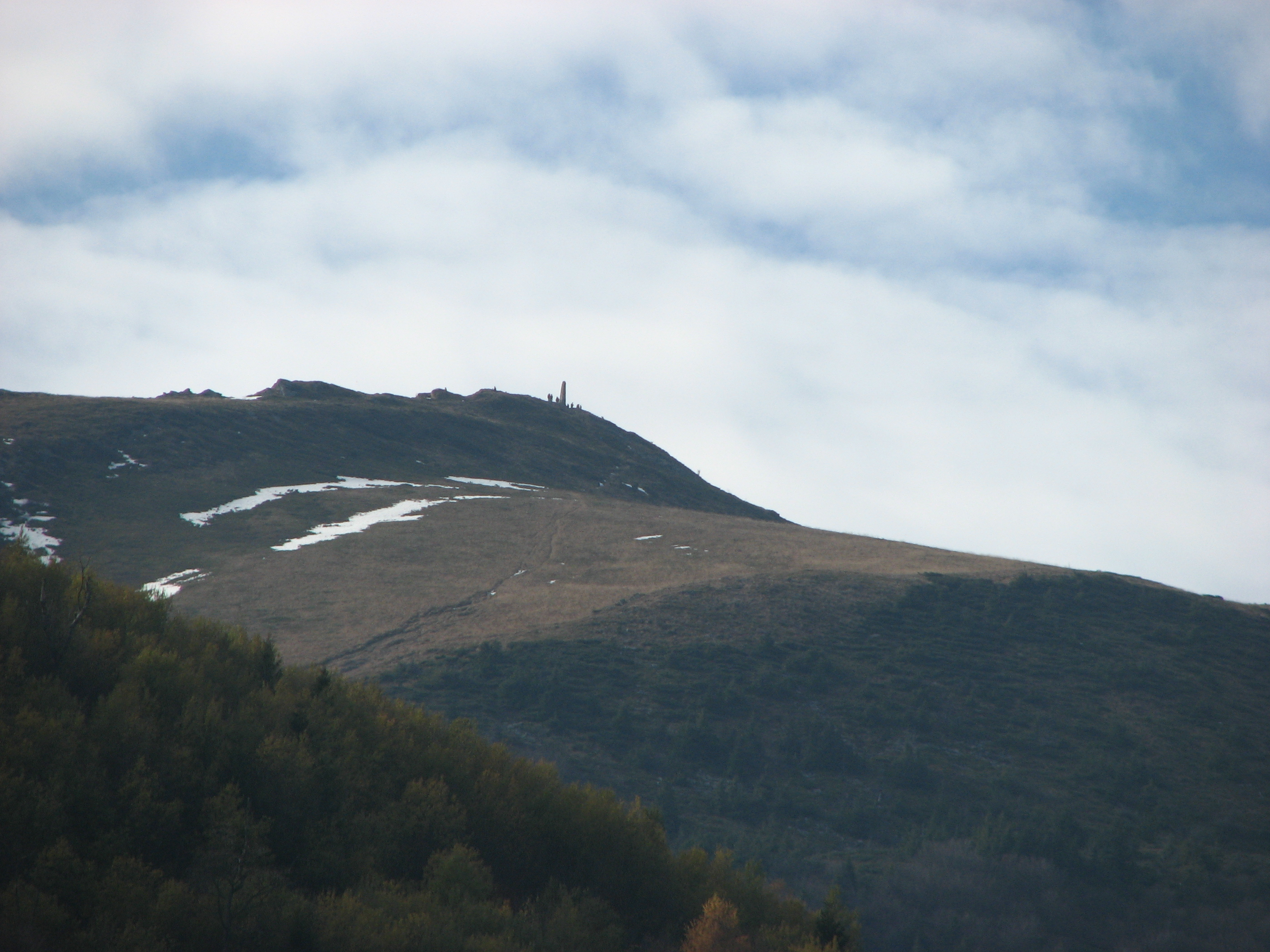
Вершина горы Пикуй